# Cal Trucafort
Cal Trucafort és una obra del Lloar (Priorat) inclosa a l'Inventari del Patrimoni Arquitectònic de Catalunya.

## Descripció
Edifici format per planta baixa, un pis i golfes. Destaca la portalada realitzada amb carreus de pedra a la planta baixa. Al primer pis hi ha tres balcons, amb baranes fetes de ferro forjat i de fundició, que es corresponen amb les tres finestres en arc de mig punt de les golfes de la part superior.
A la part dreta de la planta baixa, a la façana, es pot observar un pas que forma part del carrer Major, resultant una mena de galeria coberta per l'edifici en qüestió.

## Història
L'edifici data del darrer terç del segle xix,de temps abans de la fil·loxera, d'una època per tant d'esplendor per a la comarca del Priorat. La casa i la família propietària foren fins a la fi de segle xix de les més importants del municipi, essent molts membres de la mateixa alcaldes i regidors de l'ajuntament.